# دجاج شواية

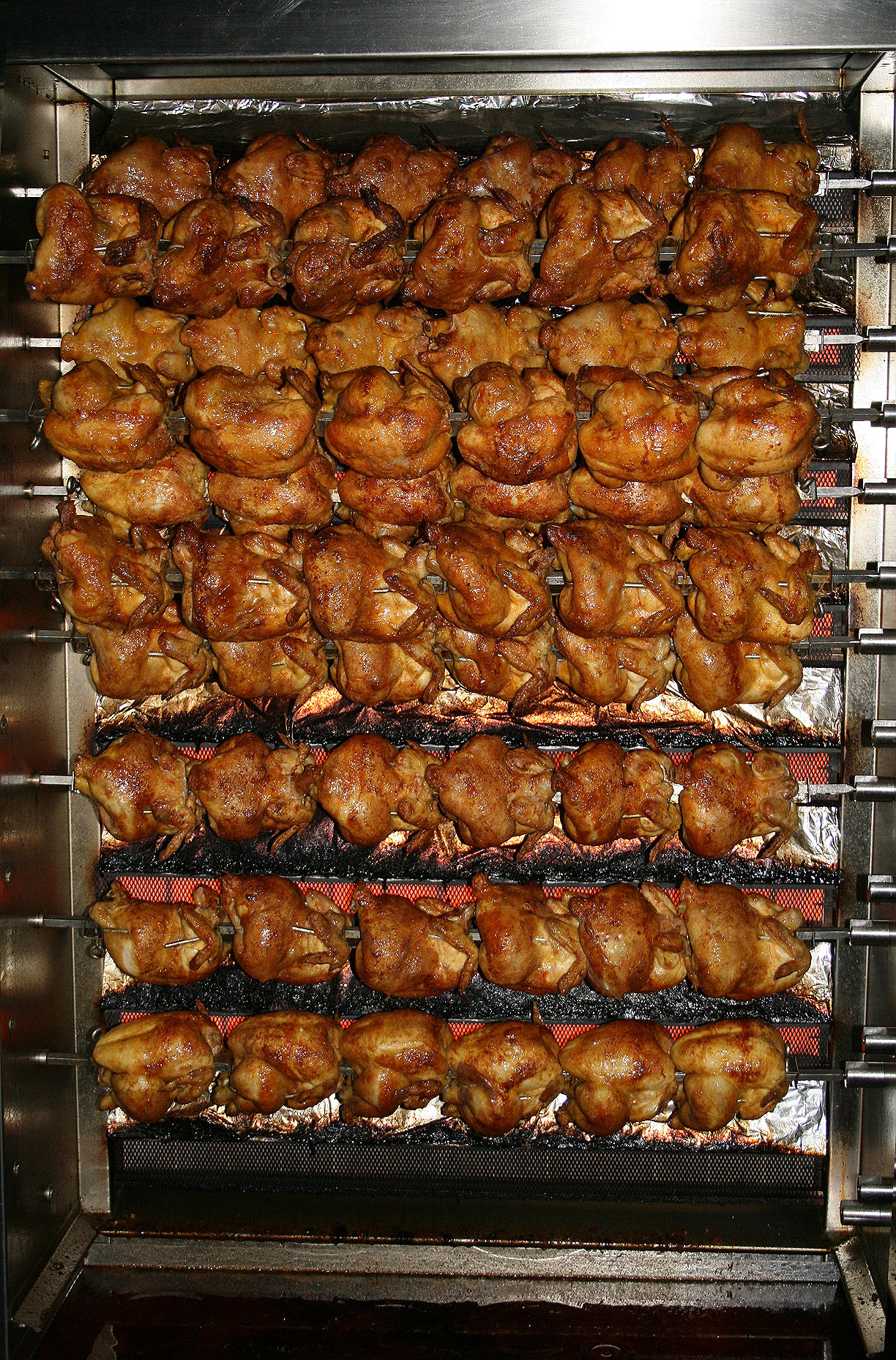
دجاج الشواية

دجاج الشواية طبق من الدجاج المعد على المشواة، وذلك باستخدام الحرارة غير المباشرة حيث يوضع الدجاج بالقرب من مصدر الحرارة. وبالإمكان استخدام أجهزة التسخين التي تعمل بالكهرباء أو الغاز، والتي تستخدم حرارة الأشعة تحت الحمراء القابلة للتعديل. ولهذه الأنواع من آلات الشوي أهميتها لإعداد دجاج الشواية. ويمكن استخدام بقايا دجاج الشواية في مجموعة متنوعة من الأطباق،
كالحساء، وسلطة الدجاج والسندويشات.

## معرض صور

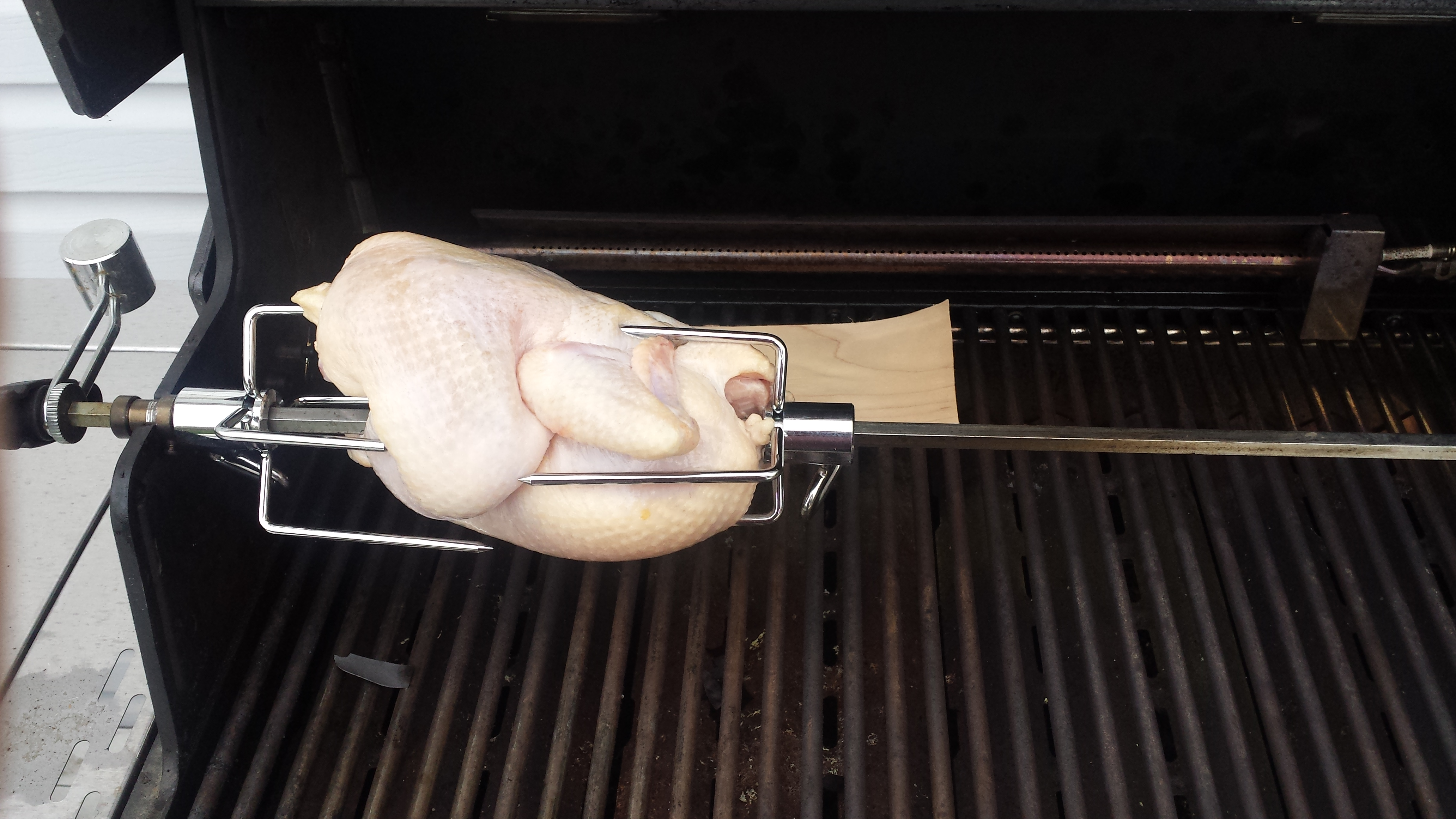
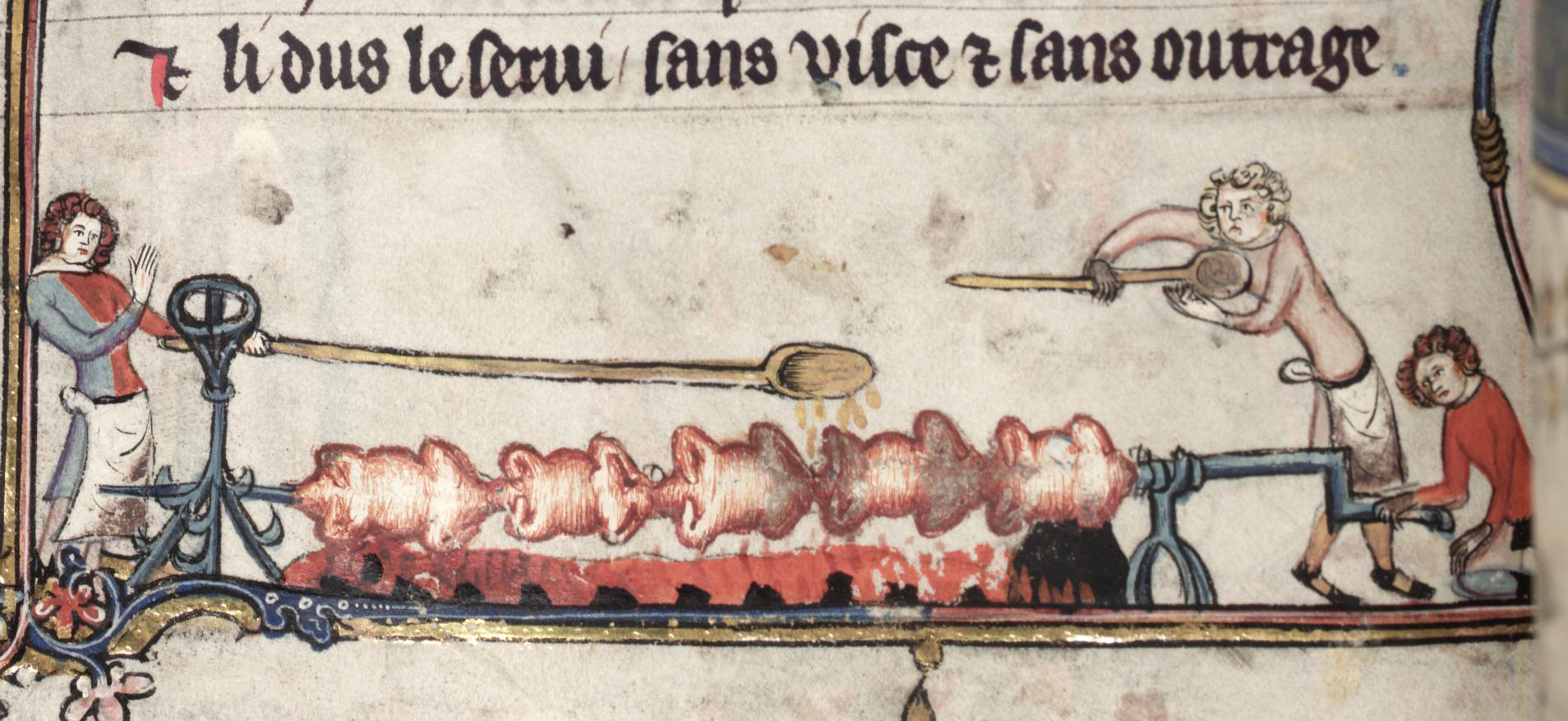
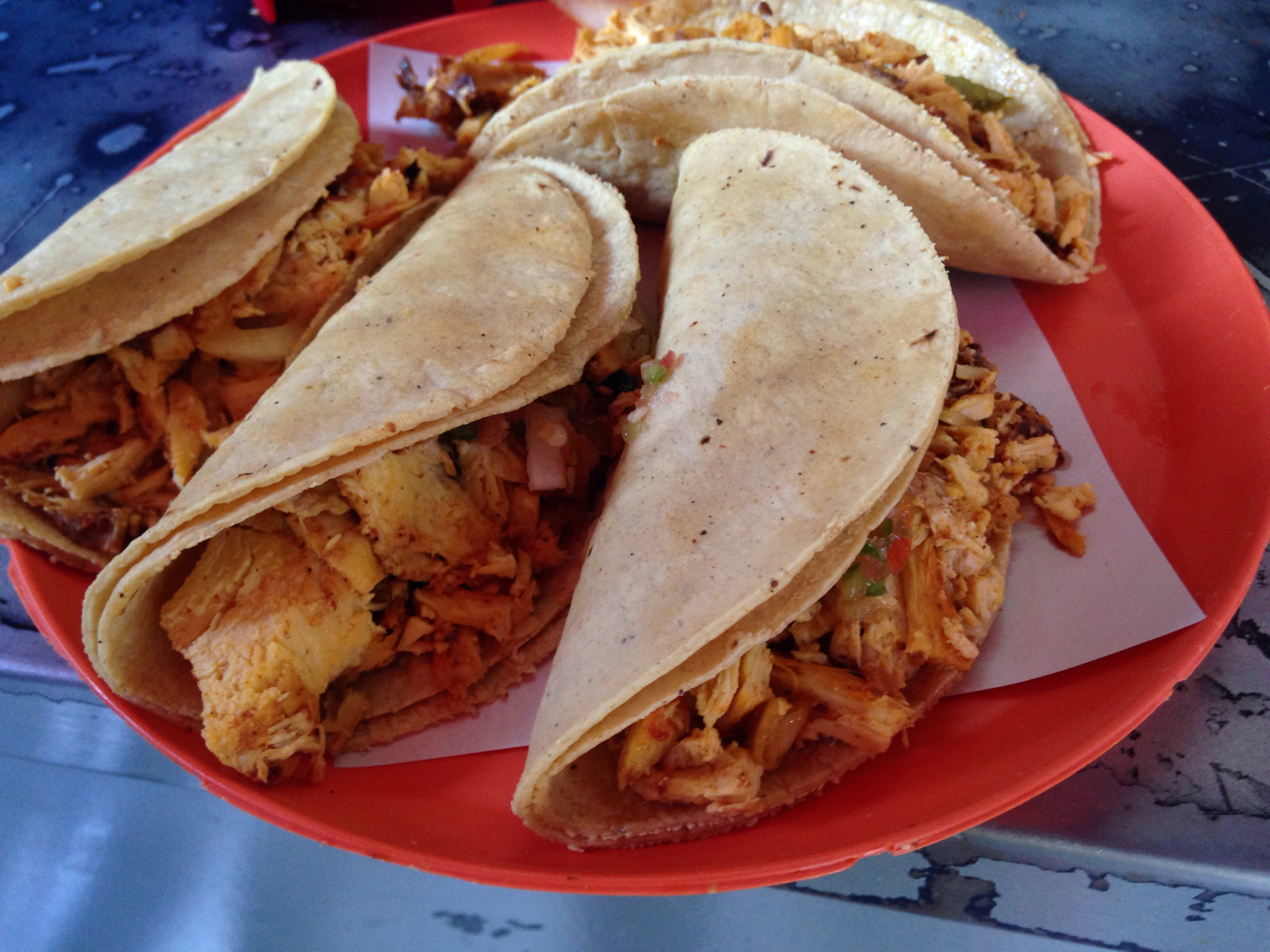
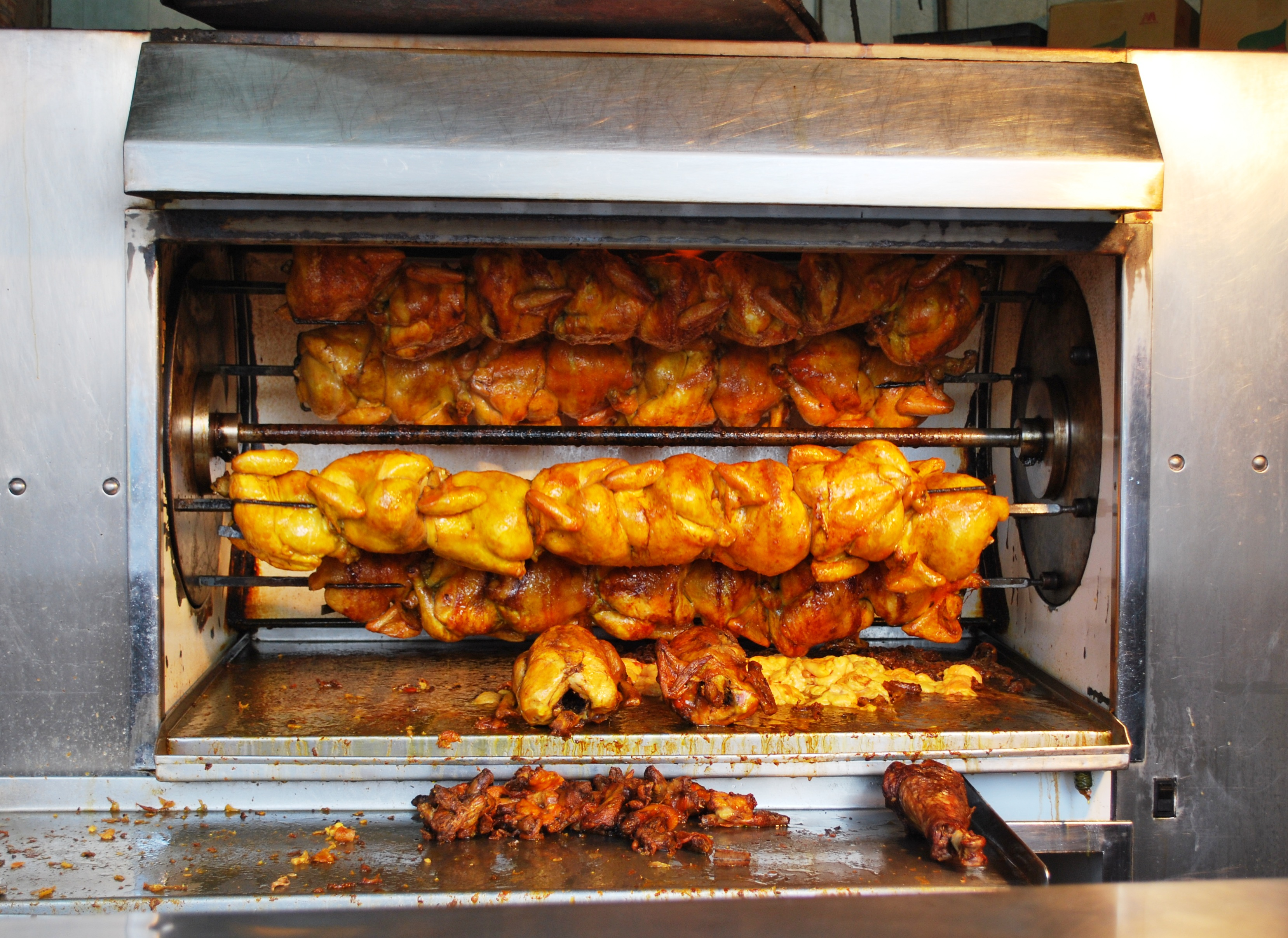